# Propan-1-ol
|  | "Propanol" redirigeix aquí. Si cerqueu altres usos, vegeu Propanol (desambiguació). |

El propan-1-ol és un alcohol primari amb la fórmula CH₃CH₂CH₂OH. És un líquid incolor també conegut com a 1-propan-1-ol, 1-propil alcohol, n-propil alcohol, n-propanol, o simplement propanol. És un isòmer d'isopropanol (propan-2-ol). Es forma de manera natural en petites quantitats durant molts processos de fermentació i es fa servir com a solvent en la indústria farmacèutica principalment en resines i èsters de cel·lulosa

## Propietats químiques
1-Propanol mostra les reaccions normals en un alcohol primari. Pot ser convertit en halurs d'alquil.

## Preparació
Es fabrica el propan-1-ol per hidrogenació catalítica del propionaldehid.
H₂C=CH₂ + CO + H₂ → CH₃CH₂CH=O
CH₃CH₂CH=O + H₂ → CH₃CH₂CH₂OH
El propan-1-ol va ser descobert el 1853 per Chancel, per la destil·lació fraccionada de l'oli fusel el qual és un subproducte format per certs aminoàcids quan les patates o els cereals es fermenten per produir alcohol. Aquest procés ja no és una font significativa de l'1-propanol.

## Seguretat
El propan-1-ol té unes efectes similars en el cos humà als de l'etanol però és de 2 a 4 vegades més potent. La LD50 oral en les rates és 1870 mg/kg (comparada amb la 7060 mg/kg per l'etanol). Es metabolitza en àcid propiònic. Els seus efectes inclouen la intoxicació alcohòlica i l'acidosi metabòlica.